# Архитектура Болгарии
Архитекту́ра Болга́рии — совокупность традиций строительства и архитектуры в Болгарии и исторических государств на её территории. Древнейшие памятники архитектуры на территории страны появились в неолите около 6 тысяч лет назад. Первые славянские памятники архитектуры представляют собой дворцы, храмы и окружающие их крепостные стены (причём их стиль является собирательным из всех предыдущих стилей) и относятся к периоду образования Первого Болгарского царства в IX веке.

## Дославянская Болгария
Древнейшие памятники архитектуры Болгарии относятся к неолиту (около 6 тысяч лет до нашей эры), так, в софийском квартале Слатино располагаются остатки глинобитных хижин. Среди сооружений бронзового и железного веков встречаются дольмены (возле деревень Остыр-Камык и Черничево), святилища (например, Перперикон с храмом Диониса в Восточных Родопах), а также скальные гробницы (возле деревень Овчево и Пчелари).
В IV—III веках до нашей эры на территории современной Болгарии проживали фракийцы, чьи памятники культуры дошли до начала XXI века, например, в Долине фракийских правителей рядом с Казанлыком расположена древняя гробница. Недалеко от деревни Александрово была найдена гробница IV века до нашей эры с сохранившимися фресками, изображающими орнаментальные фризы и сцены охоты. К первой половине III века до нашей эры относится погребальный комплекс в селе Свештари, чей декор сочетает в себе и фракийские, и древнегреческие художественные традиции. Были обнаружены также остатки фракийских городов: Севтополь рядом с Казанлыком, столица Одрисского царства, имевшая эллинистическую планировку, агору с алтарём Диониса, канализацию и цитадель с дворцом Севта III, Даусдава недалеко от Свештари, Кабиле рядом с Ямболом, Мастейра около Свиленграда и Пулпудева.
На территории Болгарии сохранились и памятники древнегреческой архитектуры, так, на побережье Чёрного моря с VII века до нашей эры греками были основаны города Одессос (ныне Варна), Месемврия (ныне Несебыр) и Аполлония Понтийская (ныне Созопол). С I века до нашей эры архитектура на территории современной Болгарии была подвержена римскому влиянию: древние римляне расширяли ранее основанные города, строя в них амфитеатры, виллы, стадионы, термы и храмы. Так, в Софии, Варне, Ивайловграде, Никополисе-ад-Иструме и Силистре находятся фрагменты памятников древнеримской архитектуры с сохранившимися колоннами, мозаичным декором, сложной планировкой и фризами (например, Вилла Армира и Древнеримская гробница в Силистре). По мнению авторов БРЭ, данные сооружения говорят о высоком уровне строительной техники и искусства.
В эпоху ранней Византийской империи на территории Болгарии начала распространяться христианская архитектура: расписные центрические храмы (к примеру, Ротонда Святого Георгия в Софии и Красная церковь в Перуштице, IV и V века соответственно), одно- и трёхнефные базилики  (например, Церковь Святой Софии в Несебыре и базилика в Белово, обе постройки относятся к концу V—началу VI веков) и крестово-купольные храмы (такие как собор Святой Софии, относящийся ко второй половине V века или VI веку и изначально имевший галереи над боковыми нефами и трансепт).

## Первое Болгарское царство
Архитектура Первого Болгарского царства была сформирована на основе фракийских, античных, славянских, протоболгарских и византийских традиций. К данному периоду относятся крепостные стены и башни, сохранившиеся в Велики-Преславе, дворцы и храмы с декором из мозаики, рельефов и росписей (Большая базилика IX века в Плиске, Круглая церковь того же периода в Велики-Преславе). Интерьеры данных сооружений были украшены колоннадами из белого мрамора. По мнению Большой российской энциклопедии, уникальным памятником болгарской архитектуры является рельеф «Мадарский всадник», располагающийся недалеко от Мадары и относящийся к IX веку.
К памятником эпохи позднего Первого Болгарского царства относятся таковые (чья архитектура была навеяна раннехристианскими храмами в Софии и Белово), расположенные на территории современной Македонии: трёхнефные собор Святой Софии в Охриде, базилика Святого Акиллы на озере Преспа и базилика Айи-Теодори, а также крестово-купольные церковь Святого Германа на острове Преспа и церковь Иоанна Крестителя в Несебыре.

## Византийская Болгария и Второе Болгарское царство
В период византийского гнёта (1018-1186 гг.) архитектура — один из немногих видов творчества, продолжающих развитие; в частности, возведена крестово-купольная церковь Св. Иоанна Богослова в Земенском монастыре (рубеж XI–XII вв.) с двухуступчатыми арками на фасадах, увенчанная одним куполом на высоком световом барабане.
После установления Второго Болгарского царства новой столицей провозглашается Велико-Тырново, что приводит к строительству там защищённого царского дворца с церковью; местом активного созидания также становится Несебыр как важный торговый центр. Конструируются новые (Асенова крепость) и реконструируются старые (Баба Вида) замки с цилиндрическими, четырёхугольными или многогранными башнями. Завершается формирование самостоятельной болгарской школы зодчества, в которой примечательны миниатюризация храмов (видна уже по Боянской церкви близ Софии XII в.) и усиление декоративности. Кладку из больших блоков правильной формы сменяет бутовая кладка с деревянными "сантрачами" на известковом либо глиняном растворе.
Основные  памятники Несебыра  первой половины XIV в. — церкви Иоанна Алитургита, Пантократора, Архангелов Гавриила и Михаила. Все они удлинённые, трёхапсидные, с нартексами; две первые — крестово-купольные, трёхнефные, шестистолпные, последняя бесстолпная. Обладают вытянутой вверх композицией с подчёркнутыми вертикальными тягами, снаружи облицованы белым камнем, красным кирпичом, глазурованными цветными розетками и чашечками; подобная полихромная отделка весьма характерна, её имеют также несебырские церкви Св. Стефана. и Св. Параскевы.
В западной Болгарии получают распространение маленькие церкви кубической формы (Св. Николая в Сапарева-Баня).

## Османская Болгария
Архитектура времён оттоманского гнёта (1396 – вторая половина XVIII в.) демонстрирует массовый упадок, обусловленный различными факторами. Прежде всего, былое наследие страдает от вандализма захватчиков, хотя разрушенные церкви Богоматери Витошки в Драгалевском монастыре и Св. Георгия в Кремиковском монастыре удаётся восстановить при относительно веротерпимом правлении Мехмеда II; некоторым святыням нанесён ущерб при их переделке в магометанские молельни (Собор св. Софии и Ротонда св. Георгия в Софии, церковь Сорока Мучеников в Велико-Тырнове). Кроме ряда домов-башен (Башня Курт-Паши и Башня Мешчиев в городе Враца, Тешовская башня), власти не поддерживают местный стиль, инициируя сооружение караван-сараев (Куршум-хан в Пловдиве, Чохаджи-хан в Софии), мечетей (Ибрагим Паша в Разграде,  Ахмед Бей в Кюстендиле, Баня Баши и Буюк в Софии, Томбул в Шумене), медресе, текке, кале, бедестанов и хамамов. Параллельно вводятся жёсткие строительные ограничения для христиан, поэтому болгары вынуждены ставить храмы простейшего типа — низкие, бесстолпные, однонефные, без колокольни; впрочем, даже такие скромные помещения сравнительно редки на востоке страны. Значимыми среди подобных экземпляров являются церкви Рождества Христова XVI в. и Св. Архангелов Михаила и Гавриила XVII в. в селе Арбанаси, обеспеченном налоговыми льготами. Преимуществом также обладает Бачковский монастырь как ставропигия Константинопольского патриарха, благодаря чему в нём основана крестово-купольная церковь Успения Богородицы (1604 г.) с барабаном и триконхом, которую можно назвать важнейшим произведением эпохи. В целом же экономические условия неблагоприятны; дома простонародья — одноэтажные, часто вкопанные в землю и лишённые (за малыми исключениями вроде Павликианской кущи в Коприштвице) художественной ценности. Болгария изолирована от общеевропейских культурных тенденций и так и не проходит стадии готики, ренессанса, барокко и классицизма.